# Abrostola
Abrostola is een geslacht van vlinders uit de Noctuidae familie.
Deze wetenschappelijke naam is een vergissing, had eigenlijk Habrostola moeten zijn - afgeleid van het Oudgrieks ἁβρός, habros (mooi) en στολή, stolē (jurk).

## Soorten
- Abrostola abrostolina (Butler, 1879)[3]
- Abrostola agnorista Dufay, 1956[4]
- Abrostola anophioides Moore, 1882[5]
- Abrostola asclepiadis (Denis & Schiffermüller, 1775)[6]
- Abrostola bettoni Dufay, 1958[7]
- Abrostola brevipennis Dufay, 1958[7]
- Abrostola canariensis Hampson, 1913[8]
- Abrostola clarissa (Staudinger, 1900)[9]
- Abrostola confusa Dufay, 1958[7]
- Abrostola congolensis Dufay, 1958[10]
- Abrostola dejeani Dufay, 1958[11]
- Abrostola fallax Dufay, 1975[12]
- Abrostola gabori Ronkay, 1987
- Abrostola hyrcanica Hacker, 2002[13]
- Abrostola imitatrix Dufay, 1975[12]
- Abrostola karsholti Ronkay & Thöny, 1997[14]
- Abrostola kaszabi Dufay, 1971[15]
- Abrostola korbi Dufay, 1958[16]
- Abrostola major Dufay, 1958[11]
- Abrostola marmorea Dufay, 1958[7]
- Abrostola microvalis Ottolengui, 1919[17]
- Abrostola obliqua Dufay, 1958[7]
- Abrostola obscura Dufay, 1958[11]
- Abrostola oculea Dufay, 1958[7]
- Abrostola ovalis Guenée, 1852[18]
- Abrostola pacifica Dufay, 1960[19]
- Abrostola parvula Barnes & McDunnough, 1916[20]
- Abrostola peruviana Ronkay & Thöny, 1997[14]
- Abrostola proxima Dufay, 1958[11]
- Abrostola pulverea Dufay, 1958[7]
- Abrostola rougeoti Dufay, 1977[21]
- Abrostola schintlmeisteri Behounek & Ronkay, 1999[22]
- Abrostola sugii Dufay, 1960[19]
- Abrostola suisharyonis Strand, 1920[23]
- Abrostola triopis Hampson, 1902[24]
- Abrostola tripartita (Hufnagel, 1766)[25] - brandnetelkapje
- Abrostola triplasia (Linnaeus, 1758)[26] - donker brandnetelkapje
- Abrostola ugartii Ronkay & Thöny, 1997[14]
- Abrostola urentis  Guenée, 1852[18]
- Abrostola ussuriensis Dufay, 1958[10]
- Abrostola violacea Dufay, 1958[7]

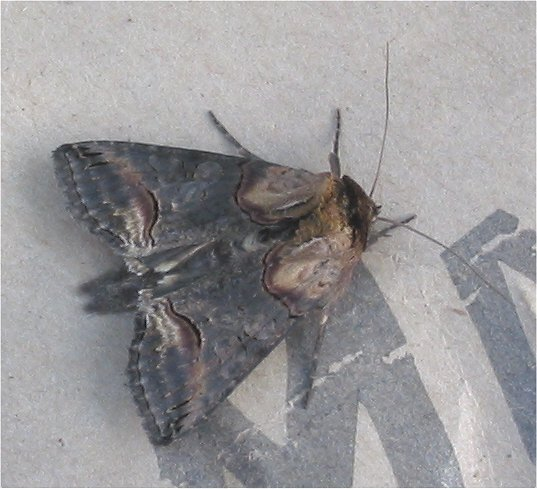
Abrostola triplasia Donker brandnetelkapje